# Steel Dragon 2000
Steel Dragon 2000 (en japonés: スチールドラゴン2000, Suchiiru Doragon Nisen) es una montaña rusa de acero situada en el parque de atracciones Nagashima Spa Land en la prefectura de Mie, Japón.
Construida por Morgan Manufacturing, Steel Dragon se abrió al público el 1 de agosto de 2000, tomando su nombre de la astrología china y los calendarios del zodíaco donde el año 2000 representa al dragón. Estableció varios récords mundiales en su debut, convirtiéndose en la montaña rusa más larga del mundo con una longitud de trayecto de 2479 metros, así como la más alta y rápida entre las montañas rusas de circuito completo. Sigue siendo la más larga y, con una velocidad máxima de casi 153 km/h, es una de las más rápidas que utiliza una colina de elevación tradicional.

## Historia
En noviembre de 1999, Nagashima Spa Land anunció que construirían Steel Dragon 2000. Sería la segunda gigacoaster que se construiría, después de Millennium Force en Cedar Point.
Steel Dragon 2000 se abrió oficialmente al público general el 1 de agosto de 2000.
La atracción originalmente incluía seis trenes construidos por Morgan, pero en 2013, Steel Dragon 2000 recibió nuevos vehículos de Bolliger & Mabillard.

## Recorrido
Al salir de la estación, el recorrido gira a la derecha hacia la colina ascensora, que debido a su longitud , utiliza dos cadenas con motores separados. En la cima de la colina, el trayecto cae en picado por una caída de 94 metros hasta el suelo, antes de pasar sobre una colina air time de 77 metros de altura. Después de esta colina, el recorrido se eleva sobre otra colina de 64 metros de altura antes de descender hacia la derecha en un par de hélices, la primera en sentido horario y la segunda en sentido antihorario. Siguiendo la segunda hélice, la pista maniobra a través de los apoyos de la primera hélice y la tercera colina y gira a la izquierda hacia los frenos de mitad de recorrido, que inician el viaje de regreso.
El viaje de regreso consiste en una serie de colinas air time, que corren paralelas a la pista de salida, antes de pisar la última pista de frenado al lado de la base de la colina ascensora. Desde la pista de frenado, los trenes pasan por la vía de transferencia y el área de almacenamiento antes de dar un giro a la izquierda para regresar a la estación.

## Diseño
- La construcción de Steel Dragon 2000 requirió mucho más acero que otras montañas rusas para la protección contra terremotos. Esto puso el costo de la montaña rusa en más de 50 millones de dólares.[5]
- La atracción incluye dos túneles.